# Moxica
Moxica o Mojica según el Cancionero Musical de Palacio, fue un compositor español de finales del siglo XV. De su vida no se conocen datos, es solo de su breve obra de lo que nos llega información, extraída del Cancionero anteriormente mencionado (E - Mp 1335 ; ed en MME , v , 1.947). La inclusión de canciones suyas en este cancionero sugiere que estuvo en contacto con la realeza, ya fuera en la misma corte o en Salamanca. A pesar de su aparente importancia, no aparece incluido en los archivos reales ni en los de las catedrales. En este Cancionero se incluyen dos canciones suyas («Dama, mi gran querer» y «No queriendo sois querido»). Ambas canciones tratan la temática amorosa, expresando poemas de amor cortés en la forma canción, siendo la primera en compás binario y la segunda en ternario (esta segunda a tres voces).
Estas únicas canciones conservadas pertenecen estilísticamente a la generación anterior de compositores representados en este manuscrito, es decir, anterior a la década de 1470 y 1480, o al menos se halla fuera de la influencia de Juan del Encina: no se da imitación entre las voces, y las largas frases nos indican que se trata de canciones anteriores a la moda del villancico de tono popular, pues la melismática melodía es más compleja que la música sencilla y homofónica establecida por Juan del Encina durante 1490. Moxica utiliza en su canción un texto de Pedro González de Mendoza, considerado el poeta más importante de la primera mitad del siglo XV. Pedro González de Mendoza, hijo del Marqués de Santillana, fue desde 1473 cardenal de España y desde 1485 arzobispo de Toledo. Mantuvo una capilla de tamaño considerable y tras su muerte en 1495, cinco de sus cantantes fueron trasladados a la capilla real de Castilla debido a sus estrechas relaciones entre la capilla de los RRCC y la del Arzobispo en Guadalajara. Estos cantantes trasladados fueron Fernando de Aguilera, Juan de Céspedes, Juan de las Heras, Pedro de la Puebla y Juan Román. No se puede identificar a ninguno de ellos con Moxica, pero es posible que sus canciones se transmitieran a la corte de esta forma. 